# オダギリ効果

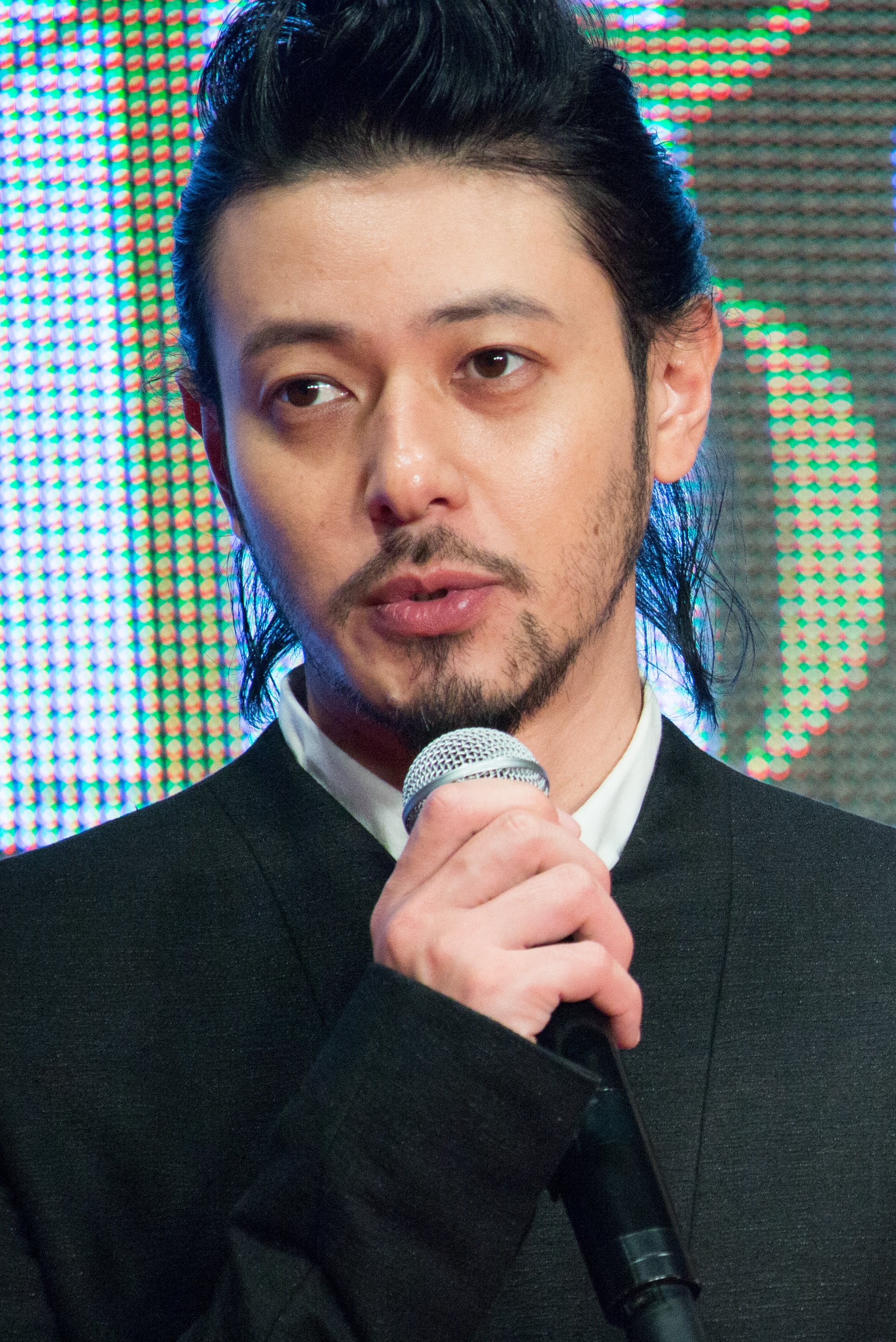
「オダギリ効果」の名前の由来となった俳優のオダギリジョー

オダギリ効果（Odagiri effect）とは、テレビ番組において魅力的な俳優をキャスティングすると、本来のターゲット層ではない女性視聴者を獲得してしまう予想外の現象を指す言葉である。名称は、2000年に放映された東映制作の特撮テレビドラマ『仮面ライダークウガ』で主演した日本の俳優であるオダギリジョーにちなむ。
もともと想定外の現象を指していう言葉であったが、意図的にそれを狙った番組も製作されており、英語圏ではスポーツやアイドルをテーマにしたアニメ番組でこの効果が指摘されることが非常に多い。

## 由来
「オダギリ効果」の名は、『仮面ライダークウガ』で起こった現象に由来している。プロデューサーたちが番組の視聴者層を分析すると、大きく2つのグループに分かれることがわかった。1つは4歳から12歳までの子供であり、こちらはもともと想定されていた層だが、もう1つのグループは30歳前後の女性だった。つまり子供たちの母親が、主演俳優であるオダギリジョーに魅力を感じて番組を視聴していたのである。オダギリジョーは番組を卒業して人気俳優としてキャリアを積んでいくが、後続の『仮面ライダーアギト』でも「オダギリ効果」の再現を目指し、容姿に優れた俳優3人が主演に起用された。そして、やはり大量の女性視聴者を獲得したが、仮面ライダーシリーズを昔から視聴している層(ほとんどが男性)には不評だった。

## 特撮作品
特撮の美形路線は、1980年代には意識して行われるようになっていた。スーパー戦隊シリーズのプロデューサーだった鈴木武幸は、かつて関わっていたアニメ長浜ロマンロボシリーズの美形悪役路線を特撮に導入、アニメ業界出身のデザイナーの出渕裕を起用し『科学戦隊ダイナマン』でデザインを刷新した。試みは成功し、出演者にバレンタインチョコが届く人気となった。『クウガ』のプロデューサー髙寺成紀、『アギト』以降のプロデューサー白倉伸一郎も鈴木時代のスーパー戦隊シリーズに関わっている。平成仮面ライダーの原点の一つ『超光戦士シャンゼリオン』では美男美女の出演者が揃えられた。
クウガの影響を受けた一連の特撮ブームは「イケメンヒーローブーム」などと呼ばれ、これ以降テレビ朝日日曜朝の特撮枠は男性俳優の登竜門になっている。

## アニメ作品
オダギリ効果はスポーツやアイドルをテーマにしたアニメで利用されることが多い。この効果が指摘されている番組は、例えば『黒子のバスケ』、『Free!』、『弱虫ペダル』、『DAYS』、『テニスの王子様』、『プリンス・オブ・ストライド』、『ALL OUT!!』、『チア男子!!』、『ユーリ!!! on ICE』、『美男高校地球防衛部LOVE!』などである。これらの番組は腐女子（BLファン）からの人気が高いうえ、数はそれほど多くないもののゲイ男性からも人気である。

## 欧米メディアでの扱い

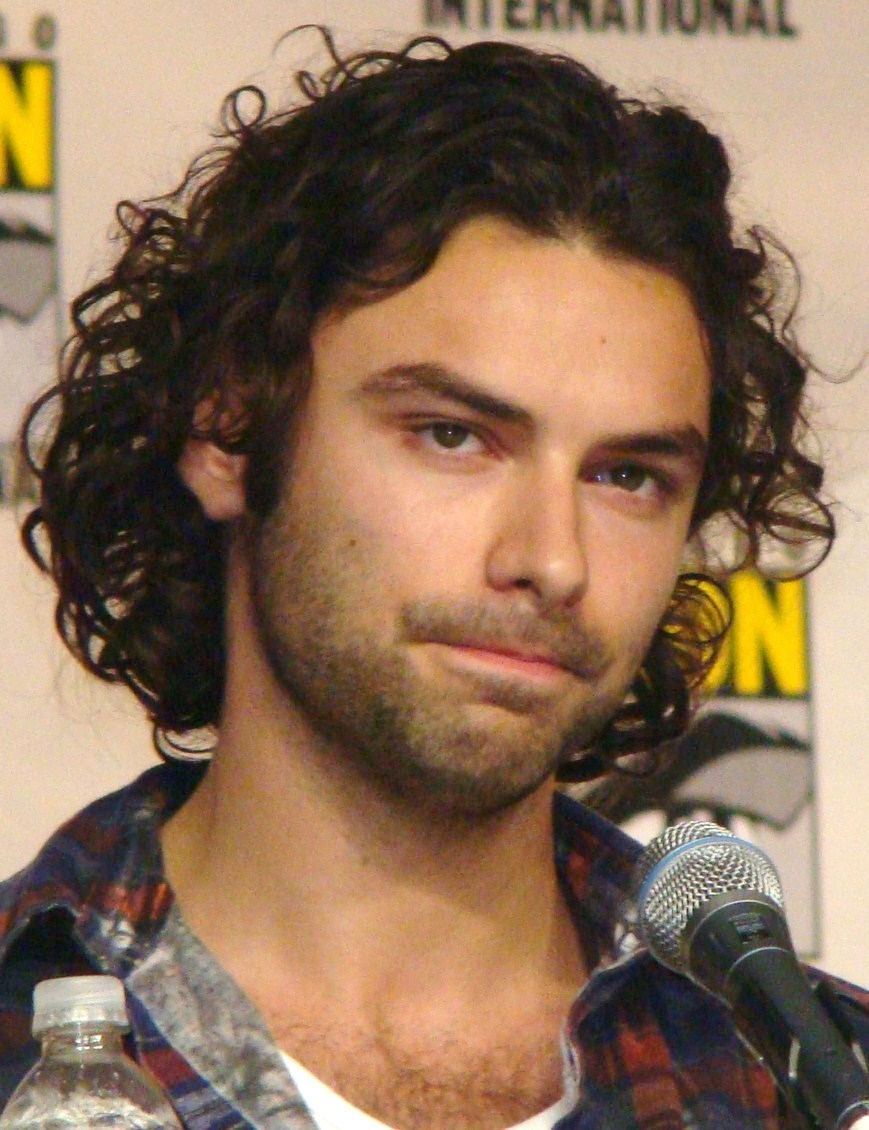
エイダン・ターナー（2010年）

Anime UK newsのイアン・ウルフは、オダギリ効果は欧米メディアでも顕著な現象だと述べている。例えば、2015年にBBCが製作したドラマ『ポルダーク』では主演のエイダン・ターナーが上半身裸になるシーンがあり、それを目当てにした視聴者が大量にいたといわれている。また、2016年の英米合作ドラマ『ナイト・マネジャー』ではトム・ヒドルストンが上半身だけでなく、臀部まで露わにした。官能小説『フィフティ・シェイズ・オブ・グレイ』にもオダギリ効果が指摘されている。イアン・ウルフによれば、『SHERLOCK（シャーロック）』シリーズに主演したベネディクト・カンバーバッチは、この番組だけでなくコメディ・ラジオドラマ『Cabin Pressure（キャビン プレッシャー）』などに出演してはオダギリ効果を発生させている。
本来の「想定外」という意味であれば、イギリスの子供向けチャンネルCBeebiesの教育番組『Mr Bloom's Nursery（ミスター・ブルームの幼稚園）』でベン・フォークスが演じたミスター・ブルームは、成人女性からの人気が高かった。

## オダギリ効果の功罪
オダギリ効果には功罪の両面があると言われている。オダギリ効果を発揮した番組は多数の視聴者を獲得するが、ある種の「安全策」になっていると評価されることもある。「けがをしたり、スポーツマンシップに欠けるような負のストーリー・アーク〔複数の放送回をまたぐプロット〕は迅速かつ丁寧に回収され、友情が盛りだくさんである一方で、恋愛要素のあるサブプロットはどこにも見当たらない。ターゲットとなる視聴者の気持ちが離れてもリスクをとろうという気など起こらないし、だからこそ番組内で重層的なテーマに取り組むことから遠ざかってしまう」と言われる。一方、アニメの製作側にとっての利点としては、番組の女性ファンが増えて影響力を持つと、その番組の関連グッズの売り上げが伸びる傾向にある。
オダギリ効果が取りざたされるのは、番組制作におけるセクシズムの現れであるとも言われる。テレビ番組において男性視聴者が女優やその役柄に惹かれる現象は、まったく異なった論じ方がされるというのがその理由の1つである。また、この効果は女性をターゲットに製作される番組がまだまだ少ないということを意味してもいる。